# Gorgeous (Guttermouth)
Gorgeous è il quinto album in studio della band californiana Guttermouth, pubblicato nel 1999. È l'ultimo album distribuito dalla Nitro Records.
È il lavoro più aggressivo della band, aggressività dovuta in parte al cambio di formazione: Steve Rapp ha lasciato il gruppo, mentre il batterista James Nunn ha preso il suo posto al basso. Alla batteria, il nuovo membro del gruppo è Tyrone Smith.

## Tracce
Tutte le canzoni sono scritte dai Guttermouth
1. Hit Machine – 1:58
2. Encyclopedia Brown – 1:34
3. Con Especial – 1:51
4. Viva America – 1:11
5. Diamond Studded Bumble Bee – 1:33
6. A Date With Destiny – 2:19
7. The Dreaded Sea Lice Have Come Aboard – 1:34
8. A Nice Place to Visit – 2:00
9. Food Storage – 2:39
10. I Have a Dream – 2:10
11. BBB (Booze, Bondage, and Basic Reading Skills) – 1:39
12. High Balls – 4:25
13. Power Up (introduction) – 4:02
14. Power Up – 2:53

## Formazione
- Mark Adkins – voce
- Scott Sheldon – chitarra
- Eric "Derek" Davis – chitarra
- "Admiral" James Nunn – basso
- Tyrone Smith (aka T. Bradford) – batteria